# 2965 Surikov
2965 Surikov је астероид главног астероидног појаса са пречником од приближно 8,6 .
Афел астероида је на удаљености од 2,916 астрономских јединица (АЈ) од Сунца, а перихел на 1,870 АЈ.
Ексцентрицитет орбите износи 0,218, инклинација (нагиб) орбите у односу на раван еклиптике 24,230 степени, а орбитални период износи 1352,866 дана (3,703 године).
Апсолутна магнитуда астероида је 13,6 а геометријски албедо 0,085.
Астероид је откривен 18. јануара 1975. године.